# Anthospermum
Anthospermum é um género botânico pertencente à família Rubiaceae.

## Classificação do gênero
| Sistema | Classificação                   | Referência               |
| ------- | ------------------------------- | ------------------------ |
| Linné   | Classe Polygamia, ordem Dioecia | Species plantarum (1753) |